# Cernadilla
Cernadilla és un municipi de la província de Zamora a la comunitat autònoma de Castella i Lleó.
El terme municipal de Cernadilla està format per les localitats de San Salvador de Palazuelo i Valdemerilla.

## Demografia
| 1991 | 1996 | 2001 | 2004 |
| ---- | ---- | ---- | ---- |
| 193  | 159  | 168  | 178  |